# Frank Odhiambo
Frank Odhiambo, född 29 oktober 2002, är en kenyansk fotbollsspelare som spelar för IF Karlstad Fotboll, utlånad från Djurgårdens IF. 

## Karriär
Odhiambo skrev på ett femårskontrakt med Djurgårdens IF den 19 januari 2022 efter att ha spelat i kenyanska Gor Mahia säsongen innan, en säsong som innebar spel i Caf Champions League.
I juli 2022 satt han med på bänken när Djurgården inledde sitt lyckade Europaäventyr i Conference League-kvalet mot HNK Rijeka, dock utan att få speltid. I augusti blev han utlånad till IFK Haninge i Ettan Norra för resten av säsongen. Den 31 mars 2023 blev han på nytt utlånad till Ettan Norra, den här gången till Vasalunds IF för resten av säsongen. Den 13 mars 2024 blev det klart att han fortsätter säsongen i AFC Eskilstuna som han både tränat och spelat med senaste månaden. Den 14 mars 2025 blev han utlånad på nytt, nu till division 1-klubben IF Karlstad Fotboll.

## Statistik

### Klubblag
| Klubb                                                     | Säsong         | Liga                  | Liga    | Liga | Liga   | Nationell cup | Nationell cup | Nationell cup | Internationell cup | Internationell cup | Internationell cup | Totalt  | Totalt | Totalt |
| Klubb                                                     | Säsong         | Division              | Matcher | Mål  | Assist | Matcher       | Mål           | Assist        | Matcher            | Mål                | Assist             | Matcher | Mål    | Assist |
| --------------------------------------------------------- | -------------- | --------------------- | ------- | ---- | ------ | ------------- | ------------- | ------------- | ------------------ | ------------------ | ------------------ | ------- | ------ | ------ |
| Gor Mahia FC                                              | 2020/21        | Kenyan Premier League | 14      | 0    | ?      | 6             | 0             | 0             | 0                  | 0                  | 0                  | 20      | 0      | 0      |
| Gor Mahia FC                                              | 2021/22        | Kenyan Premier League | 10      | 1    | ?      | 0             | 0             | 0             | 3                  | 0                  | 0                  | 13      | 1      | 0      |
| Gor Mahia FC                                              | Totalt         | Totalt                | 24      | 1    | ?      | 6             | 0             | 0             | 3                  | 0                  | 0                  | 33      | 1      | 0      |
| Djurgårdens IF                                            | 2022           | Allsvenskan           | 0       | 0    | 0      | 0             | 0             | 0             | 0                  | 0                  | 0                  | 0       | 0      | 0      |
| Djurgårdens IF                                            | Totalt         | Totalt                | 0       | 0    | 0      | 0             | 0             | 0             | 0                  | 0                  | 0                  | 0       | 0      | 0      |
| IFK Haninge (lån)                                         | 2022           | Ettan Norra           | 9       | 0    | 0      | 0             | 0             | 0             | —                  | —                  | —                  | 9       | 0      | 0      |
| IFK Haninge (lån)                                         | Totalt         | Totalt                | 9       | 0    | 0      | 0             | 0             | 0             | —                  | —                  | —                  | 9       | 0      | 0      |
| Vasalunds IF (lån)                                        | 2023           | Ettan Norra           | 20      | 1    | 0      | 0             | 0             | 0             | —                  | —                  | —                  | 20      | 1      | 0      |
| Vasalunds IF (lån)                                        | Totalt         | Totalt                | 20      | 1    | 0      | 0             | 0             | 0             | —                  | —                  | —                  | 20      | 1      | 0      |
| AFC Eskilstuna (lån)                                      | 2024           | Ettan Norra           | 23      | 1    | 0      | 0             | 0             | 0             | —                  | —                  | —                  | 23      | 1      | 0      |
| AFC Eskilstuna (lån)                                      | Totalt         | Totalt                | 23      | 1    | 0      | 0             | 0             | 0             | —                  | —                  | —                  | 23      | 1      | 0      |
| IF Karlstad Fotboll (lån)                                 | 2025           | Ettan Norra           | 0       | 0    | 0      | 0             | 0             | 0             | —                  | —                  | —                  | 0       | 0      | 0      |
| IF Karlstad Fotboll (lån)                                 | Totalt         | Totalt                | 0       | 0    | 0      | 0             | 0             | 0             | —                  | —                  | —                  | 0       | 0      | 0      |
| Hela karriären                                            | Hela karriären | Hela karriären        | 76      | 3    | 0      | 6             | 0             | 0             | 3                  | 0                  | 0                  | 85      | 3      | 0      |
| Antal matcher och mål är korrekt per den 17 november 2024 |                |                       |         |      |        |               |               |               |                    |                    |                    |         |        |        |

### Landslag
| Landslag                                                 | År                 | Totalt  | Totalt |
| Landslag                                                 | År                 | Matcher | Mål    |
| -------------------------------------------------------- | ------------------ | ------- | ------ |
| Kenya U23                                                | 2021               | 3       | 0      |
| Totalt landskamper                                       | Totalt landskamper | 3       | 0      |
| Antal matcher och mål är korrekt per den 4 december 2024 |                    |         |        |